# سانیا ووچیچ
سانیا ووچیچ (به انگلیسی: Sanja Vučić) (زاده ۸ اوت ۱۹۹۳) خواننده صربستانی است.
او در مسابقه آواز یوروویژن ۲۰۱۶ نماینده صربستان بود .